# Governadoria-geral da Galícia e Bucovina

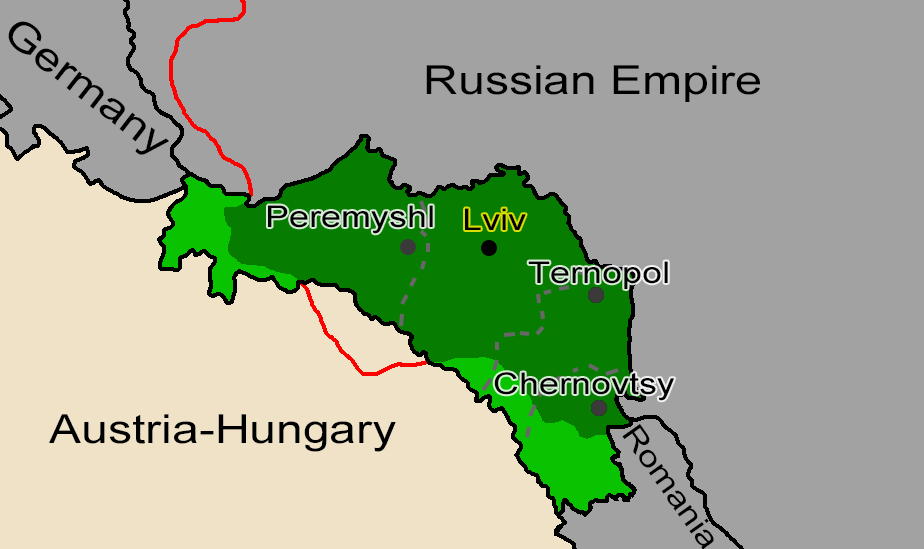
A Governadoria-geral no final de 1914, com as linhas de frente em vermelho.

Governadoria-geral da Galícia e Bucovina (russo: Галицийское генерал - губернаторство) foi uma administração militar imperial russa temporária.
A administração foi estabelecida após a vitória russa na Batalha da Galícia, liderada pelo Comandante-em-Chefe Nikolai Ivanov no final do verão de 1914. Não durou muito e em meados de 1915 os russos recuaram, após a Ofensiva Gorlice-Tarnów liderado pelo comandante geral das Potências Centrais August von Mackensen. Durante as fases posteriores da guerra, as forças russas tentaram recuperar o território durante as operações militares de Brusilov e Kerenski. Mesmo se, de fato, deixou de funcionar após a Grande Retirada em 1915, não foi formalmente abolida até 1917.

## Divisão administrativa
Possuia quatro gubernias divididos em uezds (localmente, powiats):
- Gubernia de Lviv;
- Gubernia de Ternopol;
- Gubernia de Chernovtsi;
- Gubernia de Peremishl.

## Governadores militares e comissários de krai
- George Bobrinski - 5 de setembro de 1914-14 de julho de 1915;
- Teodoro Trepov, administrador dos gubernias de Ternopol e Chernovtsi - 4 de outubro de 1916-31 de maio de 1917;
- Demétrio Doroshenko, comissário de Krai do Governo Provisório Russo - 22 de abril-2 de agosto de 1917.